# Mount Moriah
Mount Moriah est une municipalité située dans la province de Terre-Neuve-et-Labrador, dans l'ouest de Terre-Neuve.